# Love Lab
Love Lab (恋愛ラボ（ラブラボ） Rabu Rabo?) es una serie de manga japonesa de cuatro paneles escrita e ilustrada por Ruri Miyahara. Una adaptación al anime de Doga Kobo se emitió en Japón en el año 2013.

## Argumento
Love Lab está ambientado en la Academia Femenina de Fujisaki, que es conocida por su cuerpo escolar compuesto por estudiantes muy correctos. La más destacada de ellas es Natsuo Maki, la presidenta estudiantil que es admirada por sus compañeros de clase por su comportamiento tranquilo y educado. Por otro lado, Riko Kurahashi también es admirado pero por tener una personalidad muy atrevida y juvenil. Riko accidentalmente se encuentra con Maki cuando está besando una dakimakura para practicar, y se entera de que no es tan serena como todos creen que es. Riko se ve obligada a guardar el secreto de Maki y se une a ella para practicar actividades románticas como tomarse de la mano y más.

## Personajes

### Principales
Riko Kurahashi (倉橋 莉子 Kurahashi Riko?)
Seiyū: Manami Numakura
Riko (リコ?) es una chica popular que tiene una personalidad muy atrevida y juvenil. Se une al consejo estudiantil como asistente del presidente Maki después de que la reclutan por su experiencia romántica percibida, a pesar de que posee poca experiencia práctica en el amor. En su escuela se la conoce como "Wild Kid" (ワ イ ル ド の 君 Wairudo no Kimi?), un título que la consterna. A pesar de que tiene una personalidad juvenil, en secreto desea poder tener un apodo más lindo en lugar de "Niña salvaje" y quiere tener un mejor enfoque, pero tiene problemas para hacerlo debido a lo avergonzada que se siente cada vez que intenta hacer algo de niña. Riko no soporta a los caballeros guapos como los chicos. Más adelante, en el manga, se da cuenta de que siente algo por Nagi.
Natsuo Maki (真木 夏緒 Maki Natsuo?)
Seiyū: Chinatsu Akasaki
La presidenta del consejo estudiantil, Maki (マキ?), tiene un comportamiento educado y tranquilo. Es admirada por la mayoría de los estudiantes de su academia. A pesar de su reputación como estudiante modelo, en verdad, Maki tiene como objetivo aprender sobre el romance. Su devoción por esto puede llevar a extremos, hasta el punto en que posee una almohada para abrazar llamada "Huggy" (ダ ッ キ ー Dakkī?), que a veces usa como práctica para besar. Otro hecho es que, a pesar de su gran inteligencia y la rumoreada "perfección", cada vez que está a solas con Riko, parece no tener casi ningún sentido común o percepción del tacto, casi hasta el punto en que uno podría pensar que en realidad es una cabeza hueca. Su falta de lógica es especialmente prominente cuando se trata del tema del romance que tanto le gusta; no solo eso, su percepción de un romance ideal parece consistir principalmente en tropos de anime comunes, incluso hasta tener un diálogo extremadamente melodramático y chocar con alguien mientras lleva pan en la boca. Su padre es dueño de un famoso fabricante de ropa interior. A veces se trasviste (Makio) para ayudar a Riko. Siempre se encuentra teniendo malentendidos con Yan.
Suzune Tanahashi (棚橋 鈴音 Tanahashi Suzune?)
Seiyū: Inori Minase
Suzu (スズ?) es una chica pequeña y tímida que se desempeña como secretaria del consejo estudiantil. Dentro de la oficina de su consejo, ella suele estar a cargo de hacer payasadas que otros miembros también usan para castigar a sus compañeros. Tiene un hermano mayor y una hermana que la adoran.
Yuiko Enomoto (榎本 結子 Enomoto Yuiko?)
Seiyū: Ayane Sakura
Eno (エノ?) es una chica rica con cejas pobladas; ella se desempeña como vicepresidenta del consejo estudiantil. Anteriormente presidenta del Consejo Estudiantil, renuncia debido a que Maki no confía en ella, pero luego es reinstalada como vicepresidenta. Ella y Sayori son amigas cercanas. Eno también tiene un hermano que es bastante inestable y se proclama masoquista, para consternación de Eno. Eno se enamora de la presidenta Toda Haruka.
Sayori Mizushima (水嶋 沙依理 Mizushima Sayori?)
Seiyū: Yō Taichi
Sayo (サヨ?) usa anteojos y es el tesorero del consejo estudiantil. Infamemente conocido por ser algo malvado y avaro, Sayo en realidad tiene un novio que vive en el distrito vecino. Debido a su codicia por el presupuesto del Consejo Estudiantil, Maki despide a Sayo del consejo, pero luego es reinstalada junto con Eno.

### Secundarios
Mika Kiriyama (桐山 美花 Kiriyama Mika?)
Seiyū: Ayaka Suwa
Mika (ミカ?) Es la amiga y compañera de clase de Riko.
Satoshi Nagino (凪野 智史 Nagino Satoshi?)
Seiyū: Takahiro Mizushima
Nagi (ナギ?) es amigo de la infancia de Riko y excompañero de equipo de fútbol. Tenía una apariencia muy femenina cuando era más joven, lo que provocó que Riko inicialmente no lo reconociera. Durante la escuela primaria, invitó a salir a Riko, pero fue rechazado, aunque Riko no recuerda este evento y Nagi espera que nunca lo haga. Nagi odia que la llamen linda y golpea a Riko en la cabeza cada vez que ella lo llama lindo, del mismo modo Riko hace lo mismo con él cuando se refiere a ella como un niño. En el manga, confunde a Makio con el novio de Riko, que en realidad es Maki travesti. Hay indicios en el manga que pueden mostrar que en realidad todavía siente algo por Riko.
Masaomi Ikezawa (池澤 雅臣 Ikezawa Masaomi?)
Seiyū: Yoshitsugu Matsuoka
Yan (ヤン?) es amigo de Nagi. Yan era el vicepresidente del Consejo Estudiantil de la Escuela Secundaria Minami. Constantemente se mete en conflictos y malentendidos con Maki.
Momoka Minami (南 桃香 Minami Momoka?)
Seiyū: Chuna
Momo (モモ?) es miembro del Club de Periódicos. Mientras que Nana está a cargo de las fotos, Momo se encarga de escribir artículos.
Nana Ichikawa (市川 奈々 Ichikawa Nana?)
Seiyū: Rina Hidaka
Nana (ナナ?) es otro miembro del Newspaper Club. Es torpe y tiene miedo a las alturas, sin embargo, es hábil con el manejo de una cámara; Suzu nota que toma buenas fotografías.
Yumiko Kurahashi (倉橋 由美子 Kurahashi Yumiko?)
Seiyū: Yoshiko Kamei
La madre de Riko.
Rentarō Kurahashi (倉橋 蓮太郎 Kurahashi Rentarō?)
Seiyū: Yuka Terasaki
Ren (レン?) es el hermano menor de Riko. Es popular entre las chicas. También parece estar enamorado de Maki.
Yū Yamazaki (山崎 佑 Yamazaki Yū?)
Seiyū: Ayumu Murase
Yū (ユウ?) es el novio de Sayori. En sus días de primaria, vio por primera vez a Sayori como algo rara pero resoluble. Después de un accidente mientras limpiaba los pisos, Yū comenzó a sentir algo por Sayori.
Ms. Katsuragi (葛城 先生 Katsuragi-sensei?)
Seiyū: Ikuko Tatsu
Una maestra de escuela de aspecto anciano en la Academia Fujisaki. A menudo usa un vestido largo negro con una blusa blanca de cuello alto debajo.

## Media

### Manga
La serie ha sido lanzada en quince volúmenes de tankōbon.
El decimoquinto y último volumen se publicó el 7 de enero de 2020.
| Núm. | Fecha de publicación    | ISBN                   |
| ---- | ----------------------- | ---------------------- |
| 1    | 8 de marzo de 2007      | ISBN 978-4-8322-6619-3 |
| 2    | 7 de enero de 2009      | ISBN 978-4-8322-6706-0 |
| 3    | 7 de julio de 2009      | ISBN 978-4-8322-6757-2 |
| 4    | 26 de diciembre de 2009 | ISBN 978-4-8322-6807-4 |
| 5    | 6 de noviembre de 2010  | ISBN 978-4-8322-6904-0 |
| 6    | 7 de octubre de 2011    | ISBN 978-4-8322-5008-6 |
| 7    | 22 de noviembre de 2012 | ISBN 978-4-8322-5134-2 |
| 8    | 5 de julio de 2013      | ISBN 978-4-8322-5202-8 |
| 9    | 6 de septiembre de 2013 | ISBN 978-4-8322-5221-9 |
| 10   | 6 de septiembre de 2014 | ISBN 978-4-8322-5318-6 |
| 11   | 7 de agosto de 2015     | ISBN 978-4-8322-5407-7 |
| 12   | 7 de noviembre de 2016  | ISBN 978-4-8322-5531-9 |
| 13   | 7 de septiembre de 2017 | ISBN 978-4-8322-5621-7 |
| 14   | 7 de noviembre de 2018  | ISBN 978-4-8322-5727-6 |
| 15   | 7 de enero de 2020      | ISBN 978-4-8322-5776-4 |

### Anime
Una adaptación de la serie de televisión de anime se emitió en Japón en MBS del 5 de julio al 27 de septiembre de 2013. La serie fue animada por Doga Kobo, producida por Aniplex y dirigida por Masahiko Ohta, con composición de serie de Takashi Aoshima, diseños de personajes originales de Chiaki Nakajima y música de Yasuhiro Misawa. La serie se transmitió en Niconico, luego de su estreno el 14 de julio de 2013, y en Crunchyroll, comenzando con el noveno episodio el 30 de agosto de 2013. Sentai Filmworks obtuvo la licencia de la serie para su lanzamiento en América del Norte.
| Episodios | Episodios | Episodios                |
| Número    | Título | Fecha de estreno         |
| --------- | --- | ------------------------ |
| 1         | «Su inusual encuentro» «Deatte shimatta futari» (出会ってしまった二人)                                                      | 4 de julio de 2013       |
| 2         | «¿La tímida, la genial y la pervertida?» «Hazukashigariya to Kūru to Hentai?» (恥ずかしがり屋とクールと変態？)              | 11 de julio de 2013      |
| 3         | «Sayo y Eno declaran la guerra» «Sensen Fukoku no Sayo to Eno» (宣戦布告のサヨとエノ)                                       | 18 de julio de 2013      |
| 4         | «¡La investigación del amor continúa! O eso pensamos...» «Ren'ai Kenkyū Saikai! To Omottara……» (恋愛研究再開！と思ったら……) | 25 de julio de 2013      |
| 5         | «Esta es la Estación de Transmisiones de Amor Fujijo» «Kochira Fuji Jo Ren'ai Hōsōkyoku» (こちら藤女恋愛放送局)             | 1 de agosto de 2013      |
| 6         | «La terrible leyenda de Riko» «Saitei Densetsu Riko» (最低伝説リコ)                                                         | 8 de agosto de 2013      |
| 7         | «A la casa de Kurahashi» «Iza Kurahashi-ke!» (いざ倉橋家！)                                                                 | 15 de agosto de 2013     |
| 8         | «A la Chica Salvaje...» «Wairudo na Kimi e……» (ワイルドな君へ……)                                                            | 22 de agosto de 2013     |
| 9         | «Esa sonrisa...» «Sono Egao ga……» (その笑顔が……)                                                                            | 29 de agosto de 2013     |
| 10        | «La élite del consejo estudiantil (fotos)» «Yorinuki Seitokai (Tori Oroshi)» (よりぬき生徒会（撮り下ろし）)                 | 5 de septiembre de 2013  |
| 11        | «¿Investigación de amor?» «Ren'ai Rabo?» (恋愛ラボ？)                                                                       | 12 de septiembre de 2013 |
| 12        | «Sé mi amiga por siempre» «Zutto Tomodachi de Ite Kudasai ne» (ずっと友達でいてくださいね)                                  | 19 de septiembre de 2013 |
| 13        | «Mano en mano» «Sono-te o Kasanete» (その手を重ねて)                                                                        | 26 de septiembre de 2013 |

## Temas
Los temas de apertura y cierre son "Love Shitai—!" (恋愛(ラブ)したいっ!?)  y "Best Friends", ambos del elenco principal: Manami Numakura, Chinatsu Akasaki, Inori Minase, Ayane Sakura y Yō Taichi.

## Recepción
Carl Kimlinger de Anime News Network le dio a Love Lab una calificación general de B. Escribió que la serie funciona mejor como una comedia sencilla cuando el director Masahiko Ohta hace que el elenco brinde humor de payasadas que momentos emotivos a lo largo de las tres historias, cada una de las cuales tiene un final dramático de peso como Kotoura-san, concluyendo que: "Incluso con el peso, sin embargo, esta es una comedia muy divertida: fácil de entrar y fácil de disfrutar. Simplemente no es tan fácil de amar."